# بوریات‌ها
بوریات‌ها (انگلیسی: Buryats) بزرگ‌ترین گروه بومیان در سیبری است که بیشتر آن‌ها در بوریاتیا زندگی می‌کنند. جمعیت این گروه بومی در حدود نیم میلیون نفر تخمین زده می‌شود. این گروه بومی از زیرگروه‌های شمالی قوم مغول هستند.
بوریات‌ها در بسیاری از مسائل فرهنگی با مغول‌ها مشترکند. امروزه بیشتر بوریات‌ها در و اطراف شهر اولان‌اوده، پایتخت جمهوری بوریاتیا زندگی می‌کنند. بوریات‌ها به زبان بوریاتی سخن می‌گویند که زبانی مغولی است.